# Aprigliano
Aprigliano község (comune) Olaszország Calabria régiójában, Cosenza megyében.

## Fekvése
A város a Crati folyó völgyében fekszik, a megye déli részén. Határai: Cellara, Cosenza, Figline Vegliaturo, Parenti, Pedace, Piane Crati, Pietrafitta, Rogliano, San Giovanni in Fiore, Santo Stefano di Rogliano, Cotronei és Taverna.

## Története
A települést a Magna Graeciába érkező görögök alapították valószínűleg Arponium néven. Első írásos említése 1180-ból származik. A középkorban a Nápolyi Királyság része volt. 1811-ben nyerte el önállóságát, miután a   királyságban eltörölték a feudalizmust. 

## Népessége
A népesség számának alakulása:

## Főbb látnivalói
- Santo Stefano-templom
- Santa Maria-templom
- San Demetrio-templom